# Miroslav Votava
Miroslav "Mirko" Votava (* 25. dubna 1956, Praha, Československo) je bývalý německý fotbalista českého původu. V německé Bundeslize odehrál 546 zápasů, což mu dodnes zajišťuje pátou pozici v historických statistikách tamní nejvyšší soutěže.

## Klubová kariéra
Mirko Votava začínal s fotbalem v pražské Dukle, když mu však bylo dvanáct let, emigroval po invazi vojsk Varšavské smlouvy s rodiči do Austrálie, odkud se poté přesunuli do Západního německa. Zde začal hrát za provinční VfL Witten, odkud v roce 1973 přestoupil do Borussie Dortmund. Po roce stráveném v juniorském týmu a dvou letech ve druhé bundeslize přišla první ligová sezóna 1976/77, ve které vstřelil tři branky ve dvaadvaceti utkáních. S Borrusií nedosáhl výraznějších úspěchů, a proto v roce 1982 přestoupil do španělského Atlética Madrid, se kterým vyhrál v roce 1985 španělský pohár.
Po třech sezónách strávených v Madridském klubu, za který odehrál 96 zápasů, se vrátil do Německa, tentokrát do Werderu Brémy. Zde se konečně dočkal výraznějších úspěchů. Dvakrát se stal německým mistrem a přidal i dva triumfy v domácím poháru. V roce 1992 navíc zvítězil v Poháru vítězů pohárů. V Brémách nakonec strávil dvanáct sezon, během nichž plnil také funkci kapitána. Když 24. srpna 1996 vstřelil Stuttgartu svůj poslední ligový gól, bylo mu 40 let a 121 dní, což je dodnes nepřekonaný rekord německé ligy.

## Reprezentace
V roce 1978 obdržel Miroslav Votava západoněmecký pas a mohl tak svou novou vlast reprezentovat. Za národní tým nastoupil poprvé 21. listopadu 1979 v přátelském utkáni proti SSSR (3:1). V následujícím roce se vešel do nominace trenéra Juppa Derwalla na mistrovství Evropy a díky tomu, že odehrál necelý druhý poločas v utkání základní skupiny proti Řecku, může se pyšnit titulem evropského šampióna.

## Úspěchy

### Klubové
- Atlético Madrid
  - 1× vítěz Copa del Rey (1984/85)
- Werder Brémy
  - 1× vítěz Poháru vítězů pohárů (1991/92)
  - 2× vítěz Bundesligy (1987/88, 1992/93)
  - 2× vítěz německého poháru (1990/91, 1993/94)
  - 1× vítěz německého superpoháru (1993)

### Reprezentační
- zlato z ME (1980)